# Výchova bez poražených
Výchova bez poražených je demokratický výchovný styl, který navrhl Thomas Gordon, americký klinický psycholog, žák a později spolupracovník Carla Rogerse. Metoda dává důraz na komunikaci a efektivní řešení problémů, zavrhuje trestání dětí a tvrdí, že rodič pro dítě nemá být autorita, nýbrž rovnocenný partner. Konflikty a problémy se řeší kompromisem, aby byly obě strany spokojené. Toho se dosáhne hlavními třemi metodami: aktivním nasloucháním, JÁ-výroky a hledáním kompromisů mezi rodičem a dítětem. Tuto metodu Gordon vyzkoušel na svých dětech a poté, co viděl výsledky, uspořádal v roce 1962 první kurz pro rodiče a publikoval knihy Výchova bez poražených (Parent effectiveness training) a později Škola bez poražených (Teacher effectiveness training) pro učitele.  